# Charles Romley Alder Wright

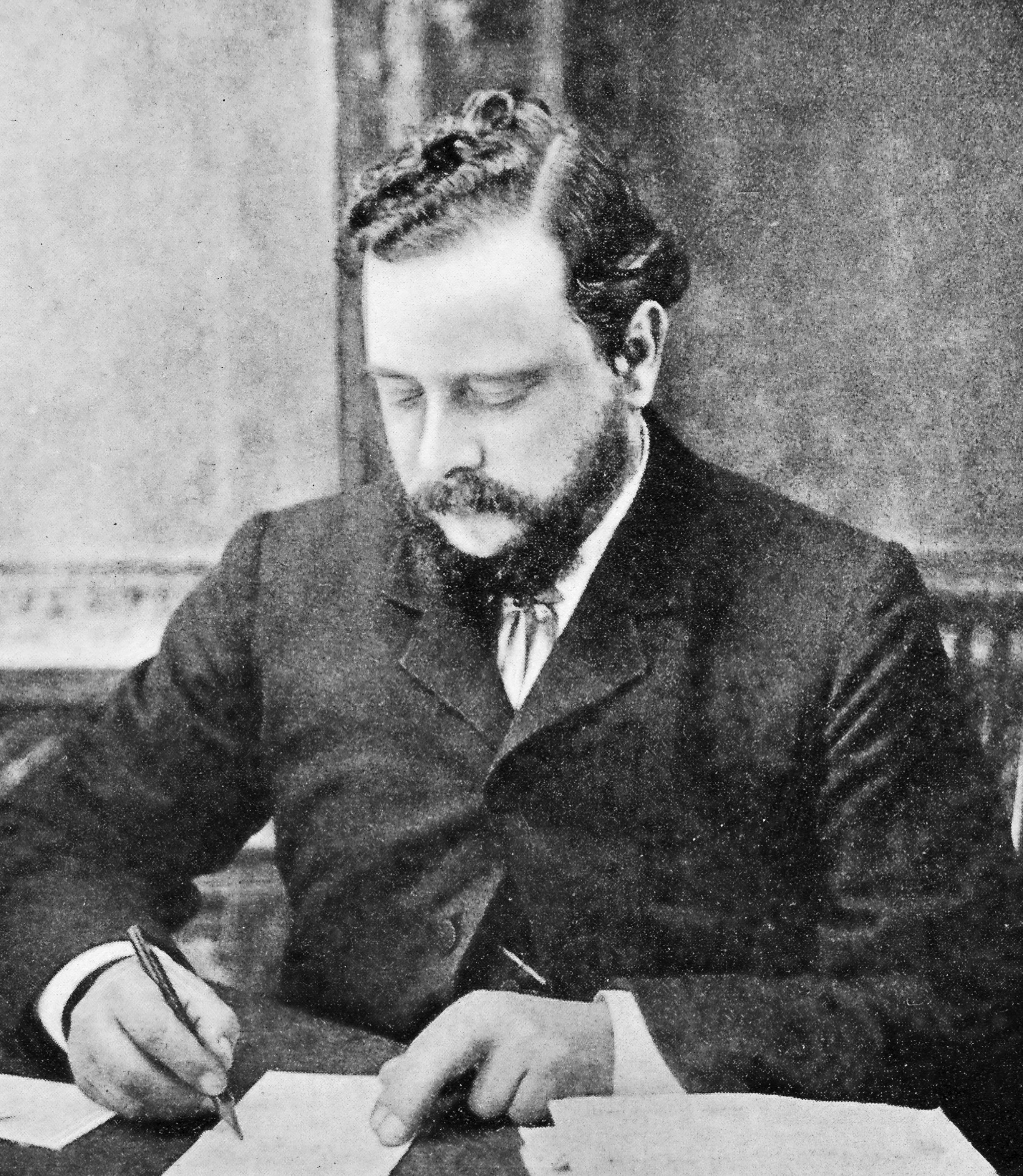
Charles Romley Alder Wright (ca. 1876)

Charles Romley Alder Wright (* 1844 in Southend-on-Sea, Essex; † 25. Juli 1894) war ein britischer Chemiker.
Wright war Dozent für Chemie an der Medizinfakultät des St Mary’s Hospital, London.
Ab 1874 gelang ihm im Rahmen der Strukturaufklärung bei verschiedenen Alkaloiden und Terpenen die Konstitutionsaufklärung von Morphin. Hierbei stellte er durch Acetylierung des Morphins erstmals Diacetylmorphin (Heroin) her. Zur schonenden Acetylierung setzte er auch Säureanhydride wie Acetanhydrid ein.
Die pharmakologische Verwendung von Heroin ließ er von Frederick M. Pierce am Owens College prüfen.
1881 wurde er Mitglied der Royal Society.
Zeitgleich mit C. Thompson entwickelte er eine Brennstoffzelle.

## Werke
- C. R. A. Wright : On the action of organic acids and their anhydrides on the natural alkaloïds. Part I. In: J. Chem. Soc. 27, 1031–1043 (1874) doi:10.1039/JS8742701031. - Kurzbericht vom 14. November 1874 in Ber. d. Dt. Chem. Ges. 7, 1550 (1874). - Chemisches Zentralblatt S. 36.

- G. H. Beckett, C. R. Alder Wright: Action of the organic acids and their anhydrides on the natural alkaloids. Part II. Butyryl and benzoyl derivatives of morphine and codeine J. Chem. Soc. 28, 15–26 (1875) doi:10.1039/JS8752800015

- George Henry Beckett (1855–1923), C. R. Alder Wright: On the action of the organic acids and their anhydrides on the natural alkaloïds. Part III J. Chem. Soc. 28, 312–325 (1875) doi:10.1039/JS8752800312. - Kurzbericht vom 15. Januar 1875 in Ber. d. Dt. Chem. Ges. 8, 119 (1875). - Chemisches Zentralblatt, S. 180.

- G. H. Beckett, C. R. Alder Wright: On the action of the organic acids and their anhydrides on the natural alkaloïds. Part IV. J. Chem. Soc. 28, 689–699 (1875) doi:10.1039/JS8752800689

- G. H. Beckett, C. R. Alder Wright: On the action of the organic acids and their anhydrides on the natural alkaloïds. Part V. J. Chem. Soc. 29, 652–659 (1876) doi:10.1039/JS8762900652 - Kurzbericht vom 4. Juni 1875 in Ber. d. Dt. Chem. Ges. 8, 779 (1875). - Chemisches Zentralblatt, S. 549.

- The threshold of science : a variety of simple and amusing experiments illustrating some of the chief physical and chemical properties of surrounding objects, and the effects upon them of light and heat. London: Griffin, 1891
- Animal and vegetable fixed oils, fats, butters, and waxes: their preparation and properties, and the manufacture therefrom of candles, soaps, and other products. London: Grifin, 1903
- C. R. Alder Wright, C. Thompson: Note on the Development of Voltaic Electricity by Atmospheric Oxidation of Combustible Gasses and other Substances. Proceedings of the Royal Society of London 46 (1889), pp. 372–376